# Cabirus
Cabirus este un gen de fluturi din familia Hesperiidae. 

## Specii
- Cabirus procas